# Hydrochasma ceraceps
Hydrochasma ceraceps är en tvåvingeart som först beskrevs av Cresson 1938.  Hydrochasma ceraceps ingår i släktet Hydrochasma och familjen vattenflugor. Inga underarter finns listade i Catalogue of Life.